# Stealers Wheel (album)
Stealers Wheel is het debuutalbum van de Britse muziekgroep met dezelfde naam.
Schrijversduo Gerry Rafferty en Joe Egan hadden al hun sporen verdiend, met name Rafferty met soloplaat Can I have my money back? en The Humblebums. De band kende een aarzelende start met eerste single You put something better inside me, maar toen de singles Stuck in the middle with you en Late again succesvol bleken kwam er een opvolger. De Verenigde Staten vroegen om optredens, maar met name Rafferty zag dat nog niet zitten; Rafferty werd vervangen door Luther Grosvenor van Spooky Tooth, Rafferty keerde weer terug en Grosvenor vertrok naar Mott the Hoople (schuilnaam Ariel Bender). Vervolgens werd de hele band opgedoekt en Stealers Wheel is dan alleen het duo Egan/Rafferty. Rod Coombes vertrok naar de Strawbs.
Stealers Wheel was niet alleen in Europa en Amerika geliefd, ook in Japan was de band populair. De eerste compact discversie van dit album was in Japan (al) in 1989 te koop, de rest van de wereld moest nog jaren wachten.

## Musici
- Gerry Rafferty – zang, gitaar
- Joe Egan – zang, toetsinstrumenten
- Paul Pilnick – gitaar
- Tony Williams – basgitaar
- Rod Coombes – slagwerk

## Muziek
| Nr. | Titel                                               | Duur |
| --- | --------------------------------------------------- | ---- |
| 1.  | Late again (Egan,Rafferty)                          | 3:16 |
| 2.  | Stuck in the middle with you (Egan, Rafferty)       | 3:23 |
| 3.  | Another meaning (Egan)                              | 2:56 |
| 4.  | I get by (Egan)                                     | 3:16 |
| 5.  | Outside looking in (Rafferty)                       | 3:54 |
| 6.  | Johnny's song (Rafferty)                            | 3:45 |
| 7.  | Next to me (Egan, Rafferty)                         | 3:37 |
| 8.  | José (Egan)                                         | 3:23 |
| 9.  | Gets so lonely (Egan)                               | 2:57 |
| 10. | You put something better inside me (Egan, Rafferty) | 3:50 |

Het album haalde geen plaats in de voorloper van de Album Top 100.